# Satisfactory
『Satisfactory』（サティスファクトリー）は、スウェーデンのビデオゲーム会社Coffee Stain Studiosによって2019年3月19日にEpic Games Storeで、2020年6月8日にSteam、2020年8月18日にHumble Bundleでアーリーアクセスとして公開され、2024年9月11日にリリースされた工場建設シミュレーションゲーム。3Dオープンワールドを駆け巡り建設と自動化を進めてゆく。

## 概要
主人公は優秀なエンジニアでありFICSIT.incによって未知の惑星に送り込まれ、Project Assembly（プロジェクト・アセンブリ）を進めるために、この惑星で工場建設を進める必要がある。
プレイヤーは、草原、ロッキー砂漠、砂丘砂漠、または北の森の4つの開始場所を選択できる。この選択は、資源の量と、平らな土地の量、モンスターの強さや多さに影響する。
探検と戦闘は二次的なゲームプレイ要素であり、プレイヤーは、マップで資源を見つけるために、敵対的なエイリアンの異星生物と戦い、危険な環境から自分の身を守る必要がある。

## 流れ
まずは、主人公が乗ってきたポッドを解体し、HUBを建設するところから物語は始まる。なおこのゲームは施設を解体する時全ての資源が返却されるため、何回でも試行錯誤できる。
最初に加工する資源は鉄であり、スキャン装置で資源の位置を把握して採鉱機で鉄鉱石を掘り出し、精錬炉で鉄鉱石を精錬し、製作機で鉄板に加工し、これ以降も製作機を使いロッド、ネジ等を生産してゆく。機械で生産する場合電力が必要になるので植物を燃やして発電するバイオマス・バーナーを使用しなければならない。バイオマス・バーナーはHUBに併設されているが通常のものと比べると出力が低い。なおこれらは手動でも生産できる。生産したものでHUBのレベルを上げる必要がある。HUBのレベルを最大にするまでに、銅鉱石（ワイヤ、ケーブル）や、石灰石（コンクリート）にも触れる。また燃料の燃費を上げれるようになる。
そしてHUBのレベルが最大まで上がると、素材を消費して工場のティアを上げる作業が可能になり、2種類以上の素材を加工する機械や、より複雑なものを作ることができる。また軌道エレベーターが建設可能になり、今後ところどころで軌道エレベーターに資材を搬入する必要が出てくる。
新規ゲーム開始時に「SKIP INTRO」を選択した場合、HUBレベル最大からのスタートになる。この場合、携帯型採鉱機など必要な分の素材も持った状態となるので、すぐに施設の設置が可能。ただし、実績の「研修を終える」という条件が達成できないため、コンプリートを目指す場合はスキップせずに開始する必要がある。
なお、製品版になるにあたり、資源ノードの配置や純度、必要素材やその消費速度などがいくらか変更されており、製品版以前のラインは正常に機能しなくなる可能性が高いため新規スタート推奨。

## ティア
ティアごとに3-5項目に内容が分かれており、それぞれ要求される素材も異なる。HUBアップグレードやティア上げを進めているとインベントリ・スロットや装備スロットが増加してゆく。

### ティア1-2
ティア1では土台、高台の建築や、物流操作、マップ機能、生産効率の確認、分析機能、個人用貯蔵箱が解禁される。
ティア2では加工機や、高所へ移動するための装置、ポイントシステム、チェーンソーが解禁され、コンベアが一段階強化できるようになる。なお、建物のカラーリング機能もここで開放される。
工場をティア3以上に上げるにはProject Assemblyの第一段階（Platform）を進める必要があり、ティア2で解禁されたスマートプレートを軌道エレベーターに搬入することでティア3、4を解禁できる。

### ティア3-4
ティア3では石炭発電、液体輸送、トラック、鋼鉄産業が解禁される。なお、ここで武器を強化できるようになる。
ティア4では先進的な鋼鉄産業、蓄電機能が開放され、コンベアが一段階強化できるようになる。また、ハイパーチューブという新たな移動手段が解禁され今までの建物にアップグレードが適応される。さらにブループリントシステムが開放され、工場の構造を保存できるようになる。
工場をティア5以上にあげるにはProject Assemblyの第二段階（Flamework）を進める必要があり、自動ワイヤー（ティア4）と多目的フレームワーク（ティア3）、スマートプレートを軌道エレベーターに搬入することでティア5、6を解放できる。

### ティア5-6
ティア5では石油の精製・石油製品の製造や、燃料発電、液体の充填、耐ガス装備、電子産業、トラクターや製造機などが解禁される。
ティア6では燃料式発電機が開放され、パイプラインとコンベアが一段階強化できるようになる。列車輸送技術やジェットパックが解禁される。なおパイプライン強化はこれが最後である。
工場をティア7以上に上げるにはProject Assemblyの第三段階（Systems）を進める必要があり、モジュラーエンジン（ティア5）、自立制御ユニット（ティア5）、多目的フレームワークを軌道エレベーターに搬入することでティア7、8を解禁できる。

### ティア7-8
ティア7ではボーキサイト精製・アルミニウム加工、耐核汚染用装備や航空工学（ドローン）、ホバーパックなどが解禁されコンベアが一段階強化できるようになる。
ティア8では原子力発電、ウラン・プルトニウムの加工技術、先進的なアルミニウムの加工、最先端生産技術などが解禁される。
必要なものは組立指揮システム（ティア7）、磁界発生装置（ティア8）、熱推進型ロケット（ティア8）、原子核パスタ（ティア8）であり、これらを軌道エレベーターに投入するとティア9が解禁される。

### ティア９
Ver1.0にて実装された。開発者によれば最後のティアとなるとのこと。技術系統は量子技術で、上記のパーツがある程度現実的であったのに対し、ここからはワープなど超科学的な領域に突入する。また、解禁されるパーツの中にはFICSITの名前を冠しているものがあり、これらは専売特許と思われる。
ティア9では、石炭や鉄などを別の物質に変換するコンバーター、最速で物質を輸送するコンベアー、工場間を瞬間移動できるようにするポータルなどが追加される。このコンベアにより、アーリーアクセス時には不可能だった、高純度＋採鉱機Mk.3＋オーバークロック(毎分1200個)にも対応可能となる。石炭などを素材とした「ダイヤモンド」やSAM鉱石の利用が必須となる。また、これまでと異なり、プロジェクトパーツである核パスタが上位版作成以外にも使用される。

## 分析
HUBにはM.A.Mという分析設備があり、そこで様々な要素の分析ができる
研究項目は9項目あり、研究内容は「異星生物」「カテリウム」「菌糸」「栄養素」「パワースラッグ」「石英」「硫黄」「異星のテクノロジー」である。研究内容の項目がツリーを形成しているため、それぞれ必要な素材を用意し研究する。研究は3秒で終了する。
そしてもう一つの機能としてハードドライブの分析の機能があり、分析すると、代替レシピという素材を変えて生産効率を変化させるレシピを獲得できる。ただしハードドライブの分析には10分の時間を要する。解禁されるレシピは、解析を開始した時点で現在未取得および他のハードドライブ解析候補に挙がっていないものの中から2つ選出される。その後、一度だけ同じ条件で再抽出を実行できる。この再抽出は事前にセーブしておけばロードするごとに結果が変化する。

### 異星生物
異星生物を倒すとそれぞれ遺骸を残すため、最初はそれらが素材となる。なお、異星生物は後述の研究素材や資源ノード周辺に居座っていることが多く、基本的に交戦は必至である。
分析を最後まで進めると体力回復アイテムのレシピや、単発式の遠距離攻撃武器を獲得出来、また異星生物を探せるようにもなる。その他の報酬として持てるアイテムの量が増える「インベントリ・スロット」の拡張や、持てる道具が増える「手スロット」の拡張などが有る。また、異星生物をオブジェクトスキャナーで探知できるようになる(他のオブジェクトと違い、スキャン可能になるのはツリー終盤)。

### カテリウム
惑星に散らばるカテリウム(金に近い電気伝導率を持つ架空の鉱石)の塊や鉱床などからカテリウム鉱石を回収できるため、最初の分析はそれを素材にする。次からの分析にはそれを精錬したり、ワイヤーに加工したりする必要がある。研究を進めると作れる素材が増えてゆく。その素材などを分析するとツリーを進めることができ、分析を最後まで進めると物流の仕分けに便利な分岐器が開放されたり、最大接続本数が増えた電柱を建設できるようになったり、新たな発電機構を作れたり、新たな遠距離攻撃武器の弾丸が開発できる。また電線をつたって移動するジップラインも作れるようになる。

### 菌糸
惑星に存在する菌類や石化した植物を採集または伐採することで入手できる。一番最初の分析は菌糸を素材にして燃料を作り出すレシピを得られる。最後まで分析を進めると落下ダメージを無効化できるパラシュートを作れるようになったり、毒を発する爆弾が作れるようになったり、上記のものとは別の体力回復アイテムを作れるようになる。その他の報酬として持てる道具が増える「手スロット」の拡張が有る。

### 栄養素
惑星で採集できる植物は3種類あり、それぞれ摂取して体力の回復ができる。最初の分析ではこれらを素材にする。上記の異星生物の素材と組み合わせて体力回復アイテムを作れるようになる(複数レシピがあるが作成できるものは同じ)。

### パワー・スラッグ
パワー・スラッグは舞台である惑星に生息する半生物。光合成によって内部にひたすらエネルギーをため込む性質を持ち、年齢に応じて蓄積量が増す。世界中に散らばっており、青、黄、紫と3種類存在していて合計で750匹ほど存在している。研究にはそれぞれ一体ずつ使用する。
最終的に機械のオーバークロック機能が開放され、オーバークロックにはパワー・シャードが必要になる。パワー・シャードは青色のパワー・スラッグから一つ、黄色のパワー・スラッグから二つ、紫色のパワー・スラッグから五つ作れる。また、機能が解放された時点でアンダークロックも可能となる(アンダークロックにはパワーシャード不要)。オーバークロックに使用しても消費せず任意に取り外すことが可能だが、最上級燃料「イオン燃料」などでは素材として消費される。
オーバークロックすると生産量を最大2.5倍まで増やせるが、消費電力が大幅に増える。簡単に言うと、2.5倍なら約4倍の電力が必要となる。
また発電施設もオーバークロックでき、必要な燃料が増加する代わりに発電量が増える簡単に言うと、消費速度2.5倍の場合、発電量は約2倍となる。
発電施設のオーバークロックは発電量、消費燃料ともに比例するため注意が必要。

### 石英
作中解説曰く、石英そのものではなくよく似た別の物質。惑星に散らばる石英の塊や鉱床などから未加工石英を回収できるため、最初の分析はそれを素材にする。未加工石英から石英結晶とシリカを作成できるようになりそれぞれ水晶発振器とアルミニウムの加工に使用する。
最後まで分析するとショットガンのような挙動をする遠距離攻撃武器の弾丸、ノックバックが強い爆弾や便利な装備品を開発できたり、惑星探査用の車両を作れるようになったり、マップを埋める機械を作れたりする。またハードドライブの位置がわかるようになる。その他の報酬として持てるアイテムの量が増える「インベントリ・スロット」の拡張がある。

### 硫黄
石英同様よく似た別の物質で、構成が不安定(通常の硫黄は肥料にしか使われないとのこと)。惑星に散らばる硫黄の塊や鉱床などから硫黄を回収できるため、最初の分析はそれを素材にする。分析を進めると黒色火薬や圧縮石炭が開放され、圧縮石炭を使って燃焼エネルギーが高い燃料を作成できたり、無煙火薬がアンロックされる。最後まで研究すると威力が高い爆弾や、分裂する爆弾を作れるようになったり、連発式遠距離攻撃武器を開発できたり、遠距離攻撃武器の弾薬を開発できる。その他の報酬として持てるアイテムの量が増える「インベントリ・スロット」の拡張や、持てる道具が増える「手スロット」の拡張などが有る。

### マーサー・スフィア
フィールド上に存在する紫色の物質。分析を進めると次元デポ・アップローダーが開放され、これにコンベアでアイテムを搬入することにより遠隔でアイテムを取り出すことができるようになる。建設・作成で自動で参照されるため、大規模建設に非常に便利。銃弾などの消耗品は一旦インベントリに移す必要がある。スタック数は最大5(鉄なら1000個)とコンテナより少ないが、種類は無制限なので総量で言えば桁違い。曰く、活性化したSAM鉱石の性質で物質を素粒子レベルまで分解して格納し、取り出す際に復元しているらしい。

### サマースループ
フィールド上に存在する赤と紫の物質。作中説明の「よく見る形」とは英語圏における「へのへのもへじ」に当たる図形を指している。分析を進めると異星の増幅装置が解放され、工場内の電力を全体の10％増幅できるようになる。また、特定のアイテムを増幅装置に搬入することにより、増幅する割合を30％まで増やすことができるようになる。ただし、フィールドに存在するソマースループの数の関係で置ける数は最大で10機までとなる。
マーサースフィアとサマースループ、および関連素材であるSAM鉱石は舞台である惑星に現住する特殊な異星人の構成物である。そのため、これらの収集や研究を進めると異星人からテレパシーが送られてくる。開拓者は応答できず、状況を察知したサポートAＩが対話を試みている。開拓者側の言語に合わせて表現しているためか言っていることは非常に分かりづらいものの、「君たち誰？何してるの？」「ちゃんとした手続きでやらないと困るんだけど」「へえ、拙いなりにやるじゃないか」と少なくとも喧嘩腰ではない。

## ポイントシステム
AWESOME(オーサム)と呼ばれるシステム。FICSIT社では、惑星の資源を採掘し続けた際の影響データを取得したいと考えているが、それを開拓者に闇雲に行わせては「穴を掘って埋めろ」と指示するものであるため、間に報酬を与えることでストレス緩和を目指している。
ティア２でAWESOMEシンクとAWESOMEショップが開放される。
生産したものを通電したAWESOMEシンクに投入するとポイントに変換される。シンクにはコンベアでのみアイテムを投入できる。搬入した瞬間消費されるため、基本的にオーバーフローした素材の処理に使用される。特に、副産物という概念が出てくる原油加工以降では重要。
ポイントを一定値貯めるとクーポンを発行できるようになる。
一部AWESOMEシンクシンクに投入できないものがある。
クーポンを使うとさまざまな物が交換できる。

### 組織化
組織化で交換できるものとして様々なサイズの看板や照明装置、個人用貯蔵箱スキンなどが交換できる。

### マネジメント
マネジメントで交換できるものとしては、コンベアの壁や天井のマウントや床の穴、ハイパーチューブの支柱や床・壁の穴、パイプラインの支柱や床・壁の穴、装飾がないパイプライン、壁用の電源差し込み口などが交換できる。

### 土台
土台で交換できるものとしてはダブルスロープや、逆スロープ、コーナースロープ・逆コーナースロープ、クォーターパイプ・クォーターパイプ・エクステンションバックや半土台などが交換できる。

### 壁
壁で交換できるものとしてはコンベアを通す穴付きの壁や、逆スロープの壁、傾斜壁、ゲート、フレーム付き窓、ドア付き壁、スロープ壁、窓付き壁が交換できる。ちなみに、コンベア穴はしっかり空間となっているため、銃眼としても使用可能。

### 建築資材
建築資材では屋根や屋根コーナー、構造用の梁、コンクリートの柱、フレームの柱、産業用手すり、モダンな手すり、ロードバリア、構造フレーム、金属柱、工業用梯子、作業用通路・モダンタイプ、階段、産業用通路などが交換できる。梯子は地面又は壁・土台に接続して延々伸ばすことが可能になるため、序盤のおすすめである。

### カスタマイザー
カスタマイザーで交換できるものは、追加コストを消費して壁や床、屋根などの材質を変更できるものや、土台につけることができるパターンなどが交換できる。

### FICSITスペシャル
FICSITスペシャルではFICSIT ファクトリーカートという乗り物、ラジカセと数種類のカセット、様々な設置できる像などが交換できる。

### 装備品
装備品ではコーヒーカップや装備品の消耗品や、銃器の弾薬などが交換できる。入手量は一律1スタック分。

### 部品
部品ではバイオマスに関連する素材、電子機器に関連する素材、鉱物に関係する素材、基本に関連する素材、産業用に関連する素材、通信に関連する素材、石油製品に関連する素材などが交換できる。